# SPOCK2
SPOCK2‏ (SPARC (osteonectin), cwcv and kazal like domains proteoglycan 2) هوَ بروتين يُشَفر بواسطة جين SPOCK2 في الإنسان.

## الوظيفة
البروتيوغليكان، الذي يتكون من بروتين أساسي وغليكوز أمينوغليكان مرتبط تساهميًا، هو أحد مكونات المصفوفة خارج الخلوية. يُشفِّر SPOCK2 عضوًا من عائلة بروتيوغليكان جديدة مرتبطة بـ Ca(2+).